# Cedric Jackson
Cedric Lamar Jackson (Alamogordo, 5 marzo 1986) è un ex cestista statunitense.

## Carriera
Cresciuto tra St. John's e Cleveland State, Jackson ha quasi sempre giocato oltreoceano, prevalentemente nella lega di sviluppo, riuscendo anche a strappare qualche contratto in NBA, dove ha disputato dieci partite con le maglie di Cleveland, San Antonio e Washington, con cui ha collezionato le uniche apparizioni significative in termini di minutaggio e produzione (career high: 8 punti e 4 assist contro gli Indiana Pacers). Trentasei le sue presenze con Idaho, chiusa a oltre 13 punti e 7 assist di media. Cifre che testimoniano la sua versatilità nei ruoli di play e guardia, pur non essendo dotato di un efficace tiro dalla distanza (29%). 
Nell'aprile 2011 viene acquistato dall'Enel New Basket Brindisi di A/1 per terminare il campionato e sostituire eventuali giocatori infortunati.